# The Textorcist: The Story of Ray Bibbia
The Textorcist: The Story of Ray Bibbia – gra typu bullet hell stworzona przez włoskie studio Morbidware i wydana przez Headup Games. Gra ukazała się 14 lutego 2019 roku na platformie Windows w serwisie Steam. Fabuła gry skupia się na byłym księdzu, który pracuje jako niezależny egzorcysta. Gra spotkała się głównie z pozytywnymi recenzjami, chwaląc jej muzykę, temat oraz oprawę graficzną.

## Fabuła
Głównym bohaterem gry jest Ray Bibbia, były ksiądz mieszkający w Rzymie, który przyjmuje wezwania do domów, aby odprawiać egzorcyzmy. Ray Bibbia otrzymuje pierwsze wezwanie dotyczące Magdy, dziewczyny, która jest opętana i wymiotuje. Po walce Ray skutecznie przepędza złą siłę z dziewczyny, a następnie zabiera ją do swojego domu, gdy mistrz dziewczyny odmawia zapłaty za usługi lub opieki nad dziewczyną. Jednocześnie Ray odkrywa, że Święty Kościół nadal wspiera niewolnictwo, i próbuje odnaleźć przyjaciela Magdy, aby jej pomóc, choć wyraźnie jest zaniepokojony widokiem zdjęcia Magdy z jej przyjacielem. Ray korzysta z komputera, aby zbadać wskazówkę, którą wcześniej otrzymał, w celu odnalezienia określonej umowy Świętego Kościoła. W trakcie śledztwa Ray znajduje dowody na ich udział w handlu niewolnikami, od krwi po ludzkie kości i broń średniowieczną. Siostra zakonna, która wcześniej traktowała dowody jako jedynie poszlaki, w końcu atakuje Raya, ale udaje mu się ją wypędzić. Wchodzi on do lochów, aby odnaleźć dziewczynę, której szukał, po czym w trakcie rozmowy okazuje się, że jest jej ojcem. Kiedy próbują uciec, jeden z poruczników Świętego Kościoła, który stał się demonem, ich zatrzymuje i pokonuje Raya, zabierając dziewczynę ze sobą z powrotem do Watykanu. Enoch, wokalista z kapeli metalowej, ratuje nieprzytomnego Raya, który zdaje sobie sprawę, że nie jest wystarczająco potężny, i zostaje namówiony przez Magdę, aby udać się po dalsze szkolenie do swojego starego mistrza. Okazuje się, że jego mistrzem jest pustelnik w Neapolu, ale okazuje się, że również on zawarł umowę z demonami i stał się jednym z nich. Wyjawia on, że tylko demon może zniszczyć demona, podczas gdy Ray dotychczas tylko je egzorcyzmował, i nic więcej.

## Rozgrywka
Święte zaklęcia głównego bohatera są wyświetlane na ekranie jako tekst, który gracz musi przepisać, jak w grze klawiaturowej. Jednak podczas pisania muszą unikać pocisków, które mogą być od wymiocin po wiązki energii. Jeśli gracz zostanie trafiony, upuszcza Biblię i traci część zdrowia.

## Odbiór gry
The Textorcist otrzymał zbiorczą ocenę 78/100 na stronie Metacritic. Holly Green z magazynu "Paste" porównała grę do Mavis Beacon, nazywając ją "miłą odmianą", ponieważ stanowiła wyzwanie nawet dla osoby o umiejętnościach w pisaniu na klawiaturze ze względu na jej trudność i nacisk na precyzję. Określiła mieszankę gatunków w grze jako "innowacyjną", a fabułę i ustawienie jako "rozkosznie świętokradzkie". Luca Forte z Eurogamer Italia ocenił grę na 8/10, nazywając ją hołdem dla Włoch, a także "ironiczną" i "sprofanowaną". Mówiąc, że muzyka w grze jest "wyjątkowo chwytliwa", nazwał humor "dar od Boga" dla Włochów. Jednak stwierdził, że gra jest "niche" ze względu na jej trudność i rozgrywkę. Simone Tagliaferri z Multiplayer.it ocenił grę na 7,8/10, porównując ją do mieszanki gry typu bullet hell, JRPG i Typing of the Dead, i określił fabułę jako "intrygującą", mimo że "decydująco surrealistyczną". Chwaląc pikselową sztukę gry i oryginalność, recenzent zaznaczył jednak, że gra jest "frustrująca", jeśli gracz nie potrafi ślepo pisać jedną ręką.